# (22063) Dansealey
(22063) Dansealey (2000 AO99) – planetoida z grupy pasa głównego asteroid okrążająca Słońce w ciągu 3,5 lat w średniej odległości 2,3 j.a. Odkryta 5 stycznia 2000 roku.